# Paguristes jalur
Paguristes jalur is een tienpotigensoort uit de familie van de Diogenidae. De wetenschappelijke naam van de soort is voor het eerst geldig gepubliceerd in 1992 door Morgan.